# رکن‌الدین سجاسی
 رکن الدین محمد سجاسی از شخصیتهای عرفانی مسلمان شهر سجاس از توابع شهرستان خدابنده در استان زنجان می‌باشد. سجاسی مراد و مرشد شمس تبریزی است که روزی رکن‌الدین سجاسی شمس‌الدین را گفت: «ترا می‌باید رفت و در رم سوخته‌ای است، آتش در وی می‌باید زد» و این اشاره‌ای است عرفانی به دیدار شمس تبریزی و مولانا جلال الدین بلخی و از مریدان و تربیت یافتگان دیگر شیخ رکن‌الدین سجاسی، شیخ اوحدالدین کرمانی و شیخ شهاب‌الدین اهری هستند.
رکن الدین سجاسی در کنار شمس الدین سجاسی در مقبره الشعرای تبریز مدفون گشته‌اند.
از آنجا که سجاسی در مکتب عرفان و عمل نقش داشته‌است لذا آثار مکتوب علمی از او بیادگار نمانده است. شعر زیر منتسب به رکن الدین سجاسی است:
((مردان خدا میل به هستی نکنند خودبینی و خویشتن پرستی نکنند
آنجا که مجردان حق می‌نوشند خم خانه تهی کنند و مستی نکنند
غواصی کن، گرت گهر می‌یابد غواصی را چهار هنر می‌باید
سررشته به دست یار و جان بر کف دوست دم نازدن و قدم زسر می‌باید)).
در تذکره کتاب سلسله الذهب و سلسله الاولیاء آمد ه است :رکن‌الدین السجاس کان من اکابر الاولیاء و المرشیدین و متکلمات و الریاضیات و المشاهدات و المعانیات وله زعامت احکام الشریعه و آداب الطریقه و هوشان کبیر: رکن‌الدین سجاس قدس سره از بزرگان اولیاء خدا و مرشدان و از بزرگان احوال مکاتبات بی‌هدایت کشفیات، با سختی‌ها و مشاهده‌های غیرعادی و معانیات بود. وی دارای رهبری در احکام دین و آداب طریقت فقه اسلامی و مقامی بلند بود که منزلت و شان بسیار داشت.